# كيم جو سونغ
كيم جو سونغ (الكورية: 김주성)، من مواليد 17 يناير 1966، لاعب كرة قدم كوري جنوبي.
و قد لعب مع نادي جامعة تشوسون ونادي دايوو رويالز، وبعدها انتقل إلى نادي بوخوم الألماني.
و قد لعب مع منتخب كوريا الجنوبية لكرة القدم 76 مباراة وسجل 13 هدف.
و قد أختير أفضل لاعب في بطولة كأس آسيا 1988. حصل على لقب أفضل لاعب في قارة آسيا عام 1989 1990م 1991م

## روابط خارجية
- كيم جو سونغ على موقع الاتحاد الدولي (مؤرشف)  (الإنجليزية)
- كيم جو سونغ على موقع دوري كوريا الجنوبية (الإنجليزية)
- كيم جو سونغ على موقع قاعدة بيانات كرة القدم.إي يو (الإنجليزية)
- كيم جو سونغ على موقع ناشيونال فوتبول تيمز (الإنجليزية)
- كيم جو سونغ على موقع Soccerway.com (الإنجليزية)
- كيم جو سونغ على موقع كووورة
- كيم جو سونغ على موقع أوليمبيديا (الإنجليزية)